# Сан Бенедето ин Гварано (Козенца)
Сан Бенедето ин Гварано је насеље у Италији у округу Козенца, региону Калабрија.
Према процени из 2011. у насељу је живело 476 становника. Насеље се налази на надморској висини од 525 м.